# إدوارد أولدفيلد
إدوارد أولدفيلد (بالإنجليزية: Edward Oldfield)‏ هو سياسي أسترالي، ولد في 23 أغسطس 1920 في أستراليا، وتوفي في 2 ديسمبر 1990 في أستراليا. حزبياً، نشط في الحزب الليبرالي الأسترالي وحزب العمال الأسترالي. وقد انتخب عضو الجمعية التشريعية لأستراليا الغربية.